# Banasa subcarnea
Banasa subcarnea är en insektsart som beskrevs av Van Duzee 1935. Banasa subcarnea ingår i släktet Banasa och familjen bärfisar. Inga underarter finns listade i Catalogue of Life.